# Hal Needham
Hal Needham Brett (Memphis, 6 marzo 1931 – Los Angeles, 25 ottobre 2013) è stato un regista, stuntman, attore e sceneggiatore statunitense.

## Biografia
Figlio di Edith Maggio e Howard Needham, crebbe in Arkansas e Missouri e fu paracadutista durante la guerra di Corea. Dopo aver posato come modello per il cartellone sigarette Viceroy, iniziò la carriera a Hollywood come stuntman cinematografico.
Il primo ingaggio di Needham fu come controfigura per l'attore Richard Boone nella serie Tv western Have Gun - Will Travel. Needham fu addestrato dalla controfigura stunt di John Wayne, Chuck Roberson, e divenne rapidamente uno dei migliori stuntmen degli anni sessanta, prendendo parte a film quali La conquista del West (1962), McLintock! (1963), e Il piccolo grande uomo (1970). Inoltre fece la controfigura per Clint Walker e Burt Reynolds. Successivamente si dedicò a coordinare e dirigere le scene di azione e alla progettazione e introduzione di airbag e altre apparecchiature innovative per l'industria dello stunt. Needham dichiarò ad Adam Carolla nel corso di una intervista che visse come Burt Reynolds per la maggior parte del tempo di un arco di 12 anni.
Nel 1971, con i colleghi stuntmen Glenn Wilder e Ronnie Rondell, fondò la compagnia Stunts Unlimited. Needham scrisse poi la sceneggiatura del film Il bandito e la "Madama" e il suo amico Reynolds gli offrì la possibilità di dirigerlo come protagonista. Il film fu un enorme successo, e i due continuarono la collaborazione con Collo d'acciaio, La corsa più pazza del mondo, La corsa più pazza del mondo 2 e Megaforce. Needham diresse anche il film cult anni 80 sulle BMX, Rad.
Needham lasciò il lavoro dello stunt, concentrandosi sul progetto Budweiser Rocket, un veicolo ideato per battere il record di velocità terrestre. Il mezzo fu guidato dallo stuntman Stan Barrett. Il team non riuscì a imporsi ufficialmente nei record di velocità con il veicolo, e le loro richieste di riconoscimento per aver rotto il muro del suono nel 1979 furono pesantemente contestate. Nel 1980 raggiunse maggior notorietà come proprietario della "Skoal Bandit Pontiac 33" guidata da Harry Gant, macchina che correva nella Winston Cup Series.
Needham ricevette un premio alla carriera dalla Taurus World Stunt Awards. Nel 2012 gli venne assegnato un Governor Awards dalla Academy of Motion Pictures Arts e Sciences, dove fu introdotto da Quentin Tarantino. Hal Needham è deceduto il 25 ottobre 2013.

## Filmografia parziale

### Attore

#### Cinema
- Carovana di fuoco (The War Wagon), regia di Burt Kennedy (1967)
- La brigata del diavolo (The Devil's Brigade), regia di Andrew V. McLaglen (1968)
- Uno spaccone chiamato Hark (One More Train to Rob), regia di Andrew V. McLaglen (1971)
- Sfida senza paura (Sometimes a Great Notion), regia di Paul Newman (1971)
- Fango, sudore e polvere da sparo (The Culpepper Cattle Co.), regia di Dick Richards (1972)
- Un uomo da buttare (W.W. and the Dixie Dancekings), regia di John G. Avildsen (1975)
- Eccesso di difesa (Jackson County Jail), regia di Michael Miller (1976)

#### Televisione
- The Bounty Man, regia di John Llewellyn Moxey – film TV (1972)
- Stunts Unlimited, regia di Hal Needham – film TV (1980)

### Regista

#### Cinema
- Il bandito e la "Madama" (Smokey and the Bandit) (1977)
- Collo d'acciaio (Hooper) (1978)
- Jack del Cactus (The Villain) (1979)
- Una canaglia a tutto gas (Smokey and the Bandit II) (1980)
- La corsa più pazza d'America (The Cannonball Run) (1981)
- Megaforce (1982)
- Stroker Ace (1983)
- La corsa più pazza d'America n. 2 (Cannonball Run II) (1984)
- Rad (1986)
- Body Slam (1986)

#### Televisione
- Stockers – film TV (1981)
- Detective Stryker (B.L. Stryker) – serie TV, episodio 2x01 (1989)
- Bandit: Un tranquillo weekend in campagna (Bandit: Bandit Goes Country) – film TV (1994)
- Bandit: Bandit Bandit – film TV (1994)
- Bandit: Beauty and the Bandit – film TV (1994)
- Bandit: L'angelo d'argento (Bandit: Bandit's Silver Angel) – film TV (1994)
- Street Luge – cortometraggio (1996)
- Hard Time: L'hotel degli ostaggi (Hard Time: Hostage Hotel) – film TV (1999)

### Attore e regista
- L'autostrada della morte (Death Car on the Freeway) – film TV (1979)
- Stunts Unlimited – film TV (1980)